# Котарев, Вячеслав Иванович
Вячеслав Иванович Котарев (21 июля 1960, Змеевка, Белгородская область) — профессор, доктор сельскохозяйственных наук, ректор ВГАУ имени Императора Петра I (2010—2015).Избран членом-корреспондентом РАН 29 мая 2025 года. .

## Биография
Родился 21 июля 1960 года на хуторе Змеевка (ныне — в Старооскольском городском округе Белгородской области).
Окончил Шаталовскую среднюю школу, затем с отличием — ПТУ № 10 в Воронеже; до мая 1979 года работал слесарем механосборочных работ на Воронежском механическом заводе. В 1979—1981 годах служил в Советской Армии.
В 1986 году окончил зооинженерный факультет Воронежского сельскохозяйственного института. Работал начальником цеха животноводства в колхозе «Красный Октябрь» Нижнедевицкого района Воронежской области (1986—1989), научным сотрудником отдела животноводства Опытной станции ВСХИ (1989—1990).
С 1990 года преподавал в Воронежском сельскохозяйственном институте (с 1991 — аграрный университет): ассистент, старший преподаватель, доцент кафедры разведения сельскохозяйственных животных (1990—2001), заведующий кафедрой частной зоотехнии и товароведения (с 2001). Одновременно — декан факультета технологии животноводства и товароведения (2000—2005), проректор по учебной работе (с 2005).
С 24 февраля 2010 года исполнял обязанности ректора, 30 июня того же года был избран ректором ВГАУ имени Императора Петра I. В мае 2015 года уволился из вуза по собственному желанию.
С 2015 г. — заместитель директора по науке и инновациям Федерального государственного бюджетного научного учреждения «Всероссийский научно-исследовательский ветеринарный институт патологии, фармакологии и терапии»

## Научная деятельность
В 1994 году защитил кандидатскую, в 2002 — докторскую диссертацию. Доцент (1997), профессор (2004).
Автор более 160 научных и учебно-методических работ.
Подготовил 11 кандидатов наук.

## Награды
Медаль «За заслуги перед Панинским районом» (04.10.2011, № 66).